# Blaj
Blaj (Hongaars: Balázsfalva) is een stad (oraș) in het Roemeense district Alba. De gemeente telt 20.026 inwoners (2011). De Hongaren zijn met 6,5% van de bevolking de belangrijkste minderheid.
Blaj is de zetel van de Roemeense Grieks-Katholieke Kerk, in de stad staat de kathedrale kerk. De gemeente Blaj bestaat naast het stadje uit de volgende dorpen: Deleni-Obârșie (Obursatanya), Flitești, Izvoarele (Csufud), Mănărade (Monora), Petrisat (Magyarpéterfalva), Spătac (Szászpatak), Tiur (Tűr) and Veza (Véza).

## Bevolkingssamenstelling
De gemeente Blaj kende in 2021 een bevolking van 17.816 inwoners. Van hen gaven 2091 geen nationaliteit aan tijdens de volkstelling. 14.162 personen gaven aan de Roemeense nationaliteit te hebben, 732 Hongaren (4,7%) en 797 Roma. 
Het dorpje Petrisat (circa 500 inwoners) kent een Hongaarse meerderheid. De Hongaren noemen de etnografische regio Küküllőszög. De Hongaren in deze regio wonen voornamelijk in de onderstaande kernen:
- Bucerdea Grânoasă (Búzásbocsárd)
- Blaj (Balázsfalva)
- Cetatea de Baltă (Küküllővár)
- Cornu (Kornúalja)[1]
- Petrisat (Magyarpéterfalva)[1]
- Sânmiclăuș (Bethlenszentmiklós)[1]
- Sântămărie (Boldogfalva)[1]
- Tiur (Tűr)

In totaal wonen er circa 3.500 etnische Hongaren in de streek
Steden met gemeentestatus: Alba Iulia · Aiud · Blaj · Sebeș

Steden zonder gemeentestatus: Abrud · Baia de Arieș · Câmpeni · Cugir · Ocna Mureș · Teiuș · Zlatna

Gemeenten: Albac · Almaşu Mare · Arieșeni · Avram Iancu · Berghin · Bistra · Blandiana · Bucium · Câlnic · Cenade · Cergău · Ceru-Băcăinți · Cetatea de Baltă · Ciugud · Ciuruleasa · Crăciunelu de Jos · Cricău · Cut · Daia Română · Doștat · Fărău · Galda de Jos · Gârda de Sus · Gârbova · Hopârta · Horea · Ighiu · Întregalde · Jidvei · Livezile · Lupșa · Lopadea Nouă · Lunca Mureșului · Meteș · Mihalț · Mirăslău · Mogoș · Noșlac · Ocoliș · Ohaba · Pianu · Poiana Vadului · Ponor · Poșaga · Rădești · Râmeț · Rimetea · Roșia de Secaș · Roșia Montană · Sălciua · Săliștea · Sâncel · Săsciori · Sântimbru · Scărișoara · Stremț · Șibot · Sohodol · Șpring · Șugag · Șona · Unirea · Vadu Moților · Valea Lungă · Vidra · Vințu de Jos